# 히가시 게이고
히가시 게이고(일본어: 東 慶悟, 1990년 7월 20일 ~ )는 일본의 축구 선수로 현재 FC 도쿄에서 미드필더로 활약하고 있으며 2010년 아시안 게임 금메달리스트이자 나가이 겐스케, 하타테 레오 등과 함께 일본 U-23 대표팀 내 최다 국제 경기 출전 기록 보유자이다.

## 구단 경력
그는 2009년부터 J리그의 오이타 트리니타, 오미야 아르디자, FC 도쿄에서 뛰었다.

## 국가대표팀 경력
그는 2010년 아시안 게임에 참가할 일본 U-23 국가대표팀에 발탁되었으며, 금메달 획득에 기여했다. 2012년 하계 올림픽에도 출전, 6경기에 출전, 4강 진출에 기여했다.

## 대회 성적

### 클럽
오이타 트리니타
- 스루가 뱅크 챔피언십 : 준우승 (2009)

FC 도쿄
- J1리그 : 준우승 (2019), 4위 (2015)
- J리그컵 : 우승 (2020), 4강 (2016, 2021)
- 천황배 : 4강 (2013)

### 국가대표팀
일본 U-23
- 아시안 게임 : 금메달 (2010)
- 하계 올림픽 : 4위 (2012)